# Antiprostaglandine
 (octobre 2016).
Si vous disposez d'ouvrages ou d'articles de référence ou si vous connaissez des sites web de qualité traitant du thème abordé ici, merci de compléter l'article en donnant les références utiles à sa vérifiabilité et en les liant à la section « Notes et références ».
Les antiprostaglandines sont des substances qui s’opposent à l’action des prostaglandines, responsables de contractions utérines au moment des menstruations (ou règles) : en effet, il existe une riche innervation sympathique et sensitive au niveau de l'utérus. Les fibres adrénergiques provoquent la libération de prostaglandine E2 qui sont directement responsables de la contraction musculaire. Les prostaglandines libérées sont reconnues par un récepteur membranaire et via des réactions enzymatiques, va entrainer des contractions des muscles lisses de l'utérus. Ces contractions sont facilitées par les œstrogènes ou l'ocytocine (notamment au moment de l'accouchement par voie basse) 
Les antiprostaglandines sont donc utilisées en thérapeutique pour diminuer les douleurs des règles. Les principaux antiprostaglandines sont la progestérone et les AINS (ibuprofène, kétoprofène, flurbiprofène, naproxène...). Le traitement de menstruations douloureuses peut donc être d'ordre médicamenteux ou hormonal.